# Cyanoramphus hochstetteri
Cyanoramphus hochstetteri je mala zelena papiga ograničena na 21 km2 otočja Antipodes, jednog od subantarktičkih otočja Novog Zelanda, koji dijeli sa srodnikom, većom zelenom kozicom.

## Taksonomija
Njeno ime na engleskom (eng. Reischek's parakeet) obilježava prirodoslovca i kolekcionara pionira Andreasa Reischeka, koji je 1888. sakupio primjerke papige i nazvao je Platycercus hochstetteri po sinu svog prijatelja, austrijskog geologa Ferdinanda von Hochstettera, koji je napravio geološka istraživanja Novog Zelanda.
Ova se vrsta prije smatrala podvrstom kozice (C. novaezelandiae), na koju nalikuje izgledom, ali je kasnije, u radu Wee Ming Boona i drugih iz 2001. nakon ispitivanja molekularne sistematike roda koja je otkrila da bi mnoge podvrste crvenokošnog papiga trebale biti uzdignute u punu vrstu, svrstana u Cyanoramphus erythrotis s otoka Macquarie. Međutim, kasnije je  Boon et al. pokazal da navodni materijal s otoka Macquarie zapravo potječe s otočja Antipodes.

## Ponašanje

### Prehrana
Reischekov papagaj hrani se cvjetovima, lišćem, sjemenkama, bobicama, kao i beskralješnjacima poput ličinki muha u guanu kolonija pingvina. Također se hrani strvinama burnica i albatrosa.

## Očuvanje
Iako je populacija Reischekovog papagaja zdrava, njegova ograničena rasprostranjenost čini ga potencijalno ranjivim na događaje kao što je slučajno unošenje glodavaca na njegov otočni dom. Na novozelandskoj klasifikaciji ugroženih vrsta navedena sa statusom 'ograničeno područje'.